# Julio Retamal Favereau
Julio Gastón Retamal Favereau (Constitución, 14 de noviembre de 1933 - Santiago, 16 de junio de 2025) fue un historiador, genealogista y filósofo chileno.
Fue profesor en varias universidades chilenas y es autor del libro Y después de Occidente, ¿qué?, el que actualmente va en su novena edición. Fue uno de los historiadores más críticos de conceptos historiográficos tradicionales, tales como la Edad Media o el Renacimiento. Retamal postuló una nueva visión de la historia de Occidente basada en la valoración del concepto de verdad que ha imperado en las diversas épocas.

## Biografía
Hijo de Julio Retamal Valenzuela (1900-1950), abogado que llegó a ser Juez de Letras, y de Marie Ivone Favereau de Civrac (1903-1935), hija de franceses. Nunca se casó, y al parecer no tuvo hijos.
Ingresó a estudiar bachillerato a la Universidad de Chile, donde estuddió Leyes tres años. Terminó su bachillerato en 1953. En 1966 obtuvo el título de licenciado en filosofía con mención en historia. Mientras era estudiante, integró el Teatro de Ensayo de la Universidad Católica (TEUC). Fue cofundador del teatro Ictus. En 1972 obtuvo un doctorado en filosofía en la Universidad de Oxford.
En 1966 fue profesor visitante en la Universidad del Valle, Cali, y en 1977 de la Facultad Libre de Letras de París. Entre agosto de 1973 y agosto de 1976, fue director del Instituto de Historia de la Universidad Católica de Chile.
Entre 1976 y 1980, fue agregado cultural en la embajada de Chile en Francia. En 1983 fue nombrado vicerrector académico de la Universidad Metropolitana de Ciencias de la Educación, cargo que desempeñó hasta 1985.
En 1992 fue nombrado miembro de número de la Academia Chilena de la Historia. En 2003 fue nombrado profesor emérito de la Pontificia Universidad Católica de Chile. Se desempeñó hasta enero de 2017 como profesor de Historia Moderna y Teoría de la Historia en las universidades Adolfo Ibáñez y Gabriela Mistral.

## Obras
- Y después de Occidente, ¿qué?. Santiago: Editorial Andrés Bello, ISBN 956-13-1821-0
- ¿Existe aún Occidente?. Santiago: Editorial Andrés Bello, ISBN 956-13-1960-8
- Diplomacia anglo-española durante la contrareforma. Santiago: Universidad Católica de Chile
- El Renacimiento, una invención historiográfica. Santiago: Universidad Gabriela Mistral, ISBN 956-7407-08-8
- Familias fundadoras de Chile 1540-1600. Santiago: Editorial Zig-Zag, ISBN 978-956-12-0749-3
- Familias fundadoras de Chile 1601-1655. El segundo contingente. Santiago: Editorial Universidad Católica de Chile, ISBN 956-14-0592-X
- Familias fundadoras de Chile 1656-1700. El conjunto final. Santiago: Editorial Universidad Católica de Chile, ISBN 956-14-0692-6